# Graciela Márquez Colín
Graciela Márquez Colín (Ciudad de México, 10 de febrero de 1963) es una funcionaria, economista, historiadora y académica mexicana. Desde el 1 de enero de 2022 es la presidenta del Instituto Nacional de Estadística y Geografía (INEGI), propuesta por el presidente Andrés Manuel López Obrador.
Hasta antes de 2018, jamás había ostentado ningún cargo público; como académica es especialista en historia económica y se desempeñó como profesora-investigadora de El Colegio de México entre 1998 y 2018. 
Se desempeñó como la primera mujer secretaria de Economía entre 2018 y 2020 durante la presidencia de López Obrador ; dejó el cargo para ser vicepresidenta en el INEGI entre enero y diciembre de 2021, hasta que finalmente fue propuesta para la presidencia del mismo y ratificada por el Senado de la República en enero de 2022.

## Biografía

### Educación y trayectoria académica
Estudió la licenciatura en Economía en la Facultad de Economía de la Universidad Nacional Autónoma de México (UNAM) entre 1982 y 1986, y se tituló con su tesis «Teorías Estructuralistas de Inflación» en 1988 donde obtuvo una mención honorífica.
Posteriormente cursó la maestría en Economía entre 1989 y 1991 en El Colegio de México, titulándose en 1991 con la tesis «La Concentración Industrial en México, 1890-1930»; y el doctorado en Historia Económica en la Universidad de Harvard de 2000 a 2002, titulándose en marzo de 2002 con la tesis «The Political Economy of Protectionism in Mexico, 1872-1910», por la cual recibió el Premio Alexander Gershenkron otorgado por la Economic History Association de los Estados Unidos en octubre de 2002.
Es miembro del Sistema Nacional de Investigadores del Consejo Nacional de Ciencia y Tecnología. 
Entre 1998 y 2018 fue profesora e investigadora en El Colegio de México, así como profesora invitada en la Universidad de Chicago y en la Universidad de San Diego.
Ha impartido cursos y seminarios en la Universidad Nacional Autónoma de México, el Instituto Tecnológico de Monterrey, la Universidad Autónoma Metropolitana, la Universidad de Guanajuato y la Universidad Autónoma de Baja California.

### Trayectoria profesional
En diciembre de 2017, el candidato presidencial Andrés Manuel López Obrador la incluyó como parte de gabinete propuesto al ganar las elecciones como titular de la Secretaría de Economía. Asimismo, durante las elecciones de 2018, junto con Abel Hibert, Gerardo Esquivel, Carlos Urzúa y Jesús Seade formó parte del equipo económico asesor de López Obrador.
El 1 de diciembre de 2018 se convirtió en la primera mujer en encabezar la Secretaría de Economía. Durante su gestión como secretaria de Estado asesoró a López Obrador para el Tratado entre México, Estados Unidos y Canadá (T-MEC) y el Tratado de Libre Comercio con la Unión Europea. También durante su gestión se actualizó la Ley de los Impuestos Generales a la Importación y Exportación y la Ley de Protección a la Propiedad Industrial.
El 7 de diciembre de 2020 el presidente López Obrador propuso a Márquez Colín como integrante vicepresidenta del Instituto Nacional de Estadística y Geografía, encargada del Subsistema Nacional de Geografía, para sustituir a Enrique Jesús Ordaz López. Fue ratificada para el cargo por el Senado de la República dos días después, con setenta y siete votos a favor, uno en contra y una abstención, para el periodo 1 de enero de 2022 al 31 de diciembre de 2028.
Dejó la titularidad de la Secretaría de Economía el 31 de diciembre de 2020 y al día siguiente asumió como vicepresidenta del INEGI. No obstante, únicamente duró en su cargo un año, ya que nuevamente fue propuesta por López Obrador en el Senado, esta vez para ocupar la titularidad de la presidencia del INEGI.

## Obras publicadas
Márquez Colín es autora de varios artículos sobre política comercial, desarrollo económico e industrialización. También ha editado o coeditado diversos libros sobre la historia económica de México y América Latina:
- Con Enrique Cárdenas Sánchez. Cuando se originó el atraso económico de México: la economía mexicana en el largo siglo XIX, 1780-1920, en Historia Mexicana (El Colegio de México), vol. 68, núm. 3.
- Del milagro de la posguerra a la crisis de la deuda externa, en Claves de la Historia Económica de México, El Colegio de México.
- El modelo neoliberal en México, en Claves de la Historia Económica de México, El Colegio de México.